# Roger Leir
Roger K. Leir (n. 1934 - d. 14 martie 2014) a fost un pediatru american și ufolog cel mai bine cunoscut pentru investigarea sa asupra implanturilor extraterestre. Leir a apărut în programe de televiziune și de radio dedicate ufologiei.

## Afirmații
Leir spune că a scos aproximativ o duzină de implanturi din corpurile oamenilor și pretinde că sunt dispozitive care "emit semnale radio." Leir susține că implanturile s-au mutat de la sine în timpul intervențiilor chirurgicale ca și cum acestea ar fi încercat să evite eliminarea. Leir spune că testarea în laborator a implanturilor a indicat că acestea sunt de origine extraterestră.

## Critici
Investigatorul sceptic Joe Nickell spune că pretinsele implanturile par a fi obiecte obișnuite, cum ar fi cioburi de sticlă sau fragmente de metal care au ajuns în brațe, mâini sau picioare din cauza unor accidente sau datorită mersului pe jos cu picioarele desculțe. Nickell spune că Derrel Sims, asociatul lui Leir, a refuzat să coopereze atunci când i s-a cerut să ofere unui institut medico-legal probe sau fotografii pentru analiză.

## Cărți
- Leir, Roger (2005). The aliens and the scalpel : scientific proof of extraterrestrial implants in humans. San Diego, CA: Book Tree. ISBN 978-1-58509-106-5.
- Leir, Roger (2005). UFO crash in Brazil : a genuine UFO crash with surviving ETs : a thorough investigation. San Diego, CA: Book Tree. ISBN 978-1-58509-105-8.

## Legături externe
- Implanturi extraterestre? Arhivat în 14 iunie 2013, la Wayback Machine., Revista Magazin, 17 iunie 2010
- Dovada că implanturile extraterestre din trupurile oamenilor există Arhivat în 11 februarie 2013, la Wayback Machine.
- Dr. Roger Leir Presents New Startling Findings: Alien Implant Research (video)